# کارلا نیسن
کارلا نیسن (انگلیسی: Carla Neisen؛ زادهٔ ۸ مارس ۱۹۹۶) بازیکن راگبی ۷ نفره زن اهل فرانسه است.
وی همچنین در تیم ملی فوتبال  فرانسه بازی کرده‌است.
وی در مسابقات کشوری و بین‌المللی در مجموع برندهٔ ۱ مدال نقره شده‌است.